# Buzura maculatissima
Buzura maculatissima là một loài bướm đêm trong họ Geometridae.